# Yvorne
Yvorne is een gemeente en plaats in het Zwitserse kanton Vaud, en maakt deel uit van het district Aigle.
Yvorne telt 920 inwoners.
Yvorne ligt op 454 m boven zeeniveau, 1,5 km ten noordwesten van de districtshoofdstad Aigle (hemelsbreed). Het dorp strekt zich enigszins verhoogd uit in de wijngaarden aan de oostelijke rand van het Rhônedal, bij de stroom Torrent d'Yvorne, aan de westelijke voet van de hoogten van de Tour d'Aï.
De oppervlakte van het gemeentelijk gebied van 12,2 km² beslaat een deel van de Rhônevallei en de aangrenzende hellingen van de Vaud-Alpen. In het westen wordt het gebied begrensd door de gekanaliseerde loop van de Rhône en in het zuiden door de rechter zijrivier, de Grande Eau. Vanaf de Rhône strekt de gemeente zich oostwaarts uit over de vlakke vallei, die tot 4 km breed is. Vanuit deze vlakte rijzen in het noorden de steile hellingen op van Plan Favey en Sex des Nombrieux. In de buurt van Yvorne, aan de voet van de helling, ligt het verzamelgebied van het alluviale materiaal van Torrent d'Yvorne, dat is omzoomd met wijnstokken. Ten oosten van het dorp rijst de beboste helling van Les Lavanches op. Beneden ligt de Alp Prafandaz, die tot Leysin behoort, die met een hoogte van 1540 m boven zeeniveau het hoogste punt van Yvorne vormt. In 1997 bestond 9% van het gemeentelijk gebied uit nederzettingen, 40% uit bossen en bomen, 48% uit landbouw en iets minder dan 3% uit onproductief land.
Yvorne omvat de gehuchten Versvey (382 m boven zeeniveau) in de Rhône-vlakte, Les Rennauds (435 m boven zeeniveau) ten westen van de Torrent d'Yvorne, Vers-Morey (521 m boven zeeniveau) en Vers-Monthey (550 m boven zeeniveau) boven het dorp, evenals enkele individuele boerderijen in de Rhônevlakte. Naburige gemeenschappen van Yvorne zijn Chessel, Roche, Corbeyrier, Leysin en Aigle in het kanton Vaud en Vouvry in het kanton Wallis.

## Bevolking
Met 1.086 inwoners (per 31 december 2022) is Yvorne een van de kleinere gemeenten in het kanton Vaud. Van de inwoners is 90,8% Franstalig, 3,5% Duitstalig en 2,0% Italiaanstalig (vanaf 2000). De bevolking van Yvorne in 1900 bedroeg 872 inwoners. In de loop van de 20e eeuw daalde de bevolking tot 755 inwoners in 1970. Sindsdien is er opnieuw sprake van een aanzienlijke bevolkingsgroei.

## Economie
Yvorne was tot de tweede helft van de 20e eeuw een overwegend agrarisch dorp. Rond 2020 is meer dan 55% van de lokale beroepsbevolking werkzaam in de primaire sector. Met een wijngaardoppervlak van iets meer dan 160 hectare is Yvorne een van de belangrijkste wijnbouwgemeenschappen in het kanton Vaud. De belangrijkste druivensoort is de Chasselas- druif, maar er worden ook Pinot Noir- en Gamay-druiven aangeplant. Er worden zowel rode als witte wijnen geproduceerd. De brede Rhônevlakte is ideaal voor landbouw, groenteteelt en fruitteelt. Er zijn hier talloze grote kassen.
Er zijn nog meer banen beschikbaar in lokale kleine bedrijven en in de dienstensector (vooral wijnkelders en wijnwinkels). Op de grens met Aigle is de afgelopen jaren een kleine commerciële zone aangelegd. De afgelopen decennia heeft het dorp zich ontwikkeld tot een woongemeenschap. Veel werknemers zijn dus pendelaars die in de grotere steden van de Rhônevallei en in de regio Vevey-Montreux werken.

## Verkeer

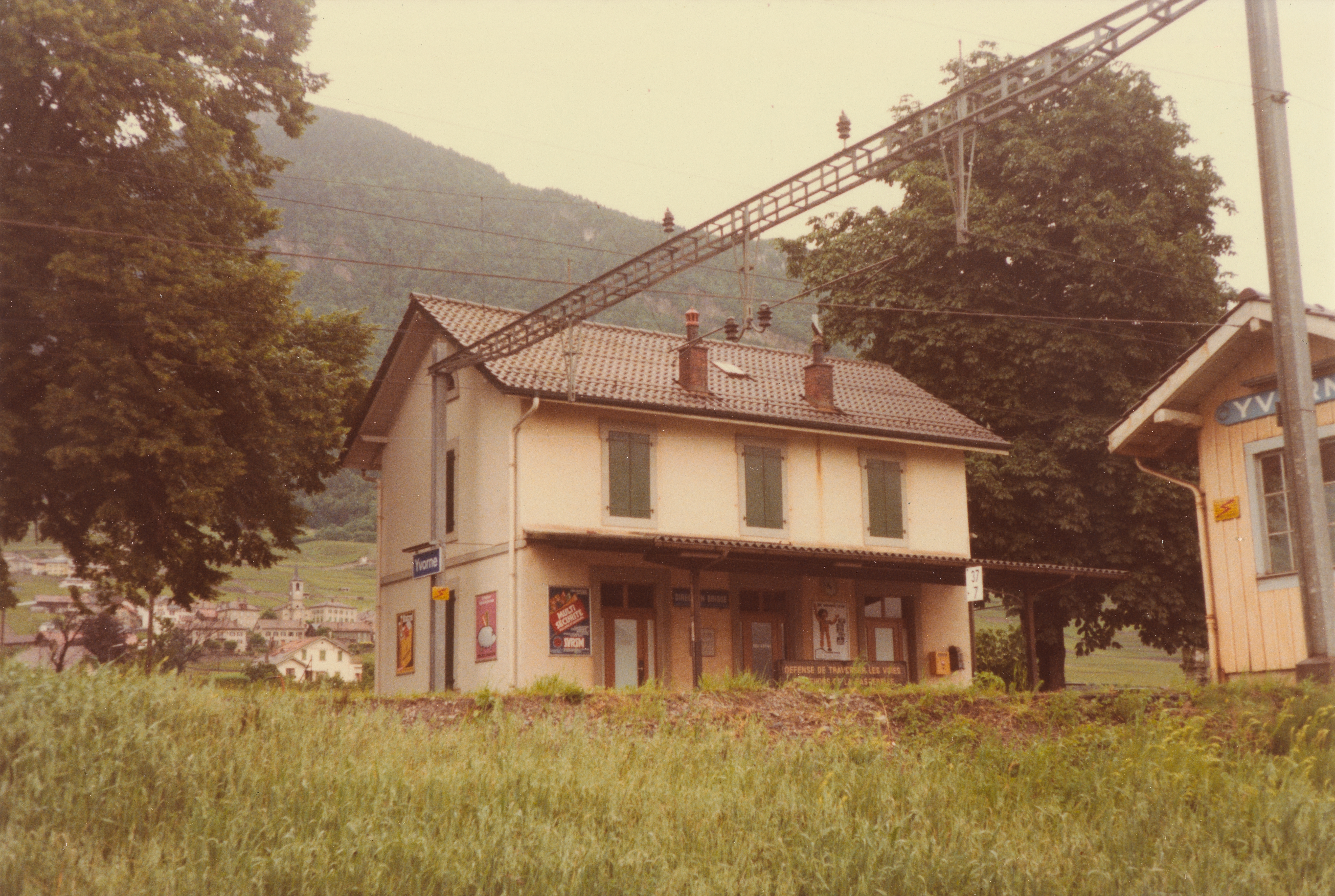
Voormalig stationsgebouw op km 37,7 (1980)

De gemeenschap is goed bereikbaar met vervoer. Het ligt iets buiten de hoofdweg 9, die van Lausanne via Montreux naar Wallis leidt. De volgende snelwegverbinding met de A9 (Lausanne-Sion), die in 1970 werd geopend en de gemeente doorkruist, ligt op ongeveer 3 km van het stadscentrum. Op 10 juni 1857 werd het traject Villeneuve-Bex van de spoorlijn van Lausanne naar Wallis geopend met een halte in Yvorne. Een buslijn die de route van Aigle naar Corbeyrier bedient, zorgt voor een fijne distributie in het openbaar vervoer.

## Geschiedenis

Luchtfoto (1952)

Waarschijnlijk was er in de Romeinse tijd al een nederzetting in de gemeente. Destijds liep de belangrijke handelsroute van Aventicum (Avenches) via Octodurum (Martigny) via de Grote Sint Bernard naar Italië via Yvorne.
De plaats werd voor het eerst vermeld in een document uit 1020 onder de naam Evurnum. De namen Yvorna (1332) en Yvornaz (1588) verschenen later. Sinds de Middeleeuwen was Yvorne eigendom van de Heren van Aigle, die sinds de 13e eeuw onder de heerschappij van de Graven van Savoye stonden.
Met de verovering van het Aigledomein door Bern in 1476 kwam Yvorne onder het bestuur van het gouvernement Aigle. Als gevolg van een aardbeving vond op 4 maart 1584 een aardverschuiving plaats op de helling boven Corbeyrier, die ook Yvorne ernstig trof en talloze levens eiste. Met de steun van Bern werd vanaf 1608 het dorp Yvorne iets verder naar het zuiden herbouwd.
Na de ineenstorting van het Ancien Régime behoorde het dorp van 1798 tot 1803 tijdens de Helvetische periode tot het kanton Léman, dat vervolgens opging in het kanton Vaud met de inwerkingtreding van de bemiddelingsgrondwet. In 1798 werd het toegewezen aan het district Aigle. Pas in 1831 werd Yvorne een politiek onafhankelijke gemeenschap toen deze zich afscheidde van de grote parochie van Aigle.

## Bezienswaardigheden
Yvorne en zijn gehuchten Vers-Morey, Vers-Monthey en Les Rennauds hebben het karakter behouden van typische wijndorpen met dicht opeengepakte wijnhuizen uit de 17e tot de 19e eeuw. De kerk dateert ook uit de 17e eeuw. In de wijngaard boven het dorp ligt het Château de Maison Blanche of Château d'Yvorne, gebouwd in 1573 en 11 jaar later gespaard gebleven door de aardverschuiving. Na een brand in 1974 werd het kasteel herbouwd met een statige ronde toren.
Aigle · Bex · Chessel · Corbeyrier · Gryon · Lavey-Morcles · Leysin · Noville · Ollon · Ormont-Dessous · Ormont-Dessus · Rennaz · Roche · Villeneuve · Yvorne
- Historisch woordenboek van Zwitserland: 002290
- Virtual International Authority File: 233884166
- WorldCat: E39PBJyRByvTbHX9gYHrKVkMT3